# Oracle VM
Oracle VM為甲骨文公司所發行的企業級開放原始碼虛擬機監視器，其建基於Xen。其免費供應於大眾下載、使用與發布，並為用戶提供有償支援。

## Oracle VM的組件
- Oracle VM Manager：基于网络的管理控制台，來管理 Oracle VM 伺服器。
- Oracle VM Server：包含 Xen 虛擬機監視器，和 Oracle VM 的管理代理（management agent）。
- Oracle VM Template:可以极大简化软件在虚拟化环境中的部署。

## 版本
- 3.4.6.3 - 2020年6月3日[3]
  - 导出虚拟机到Oracle云基础架构 (OCI)
  - 安全更新
  - 累积性错误修复
- 3.4.6.2 - 2019年12月13日[4]
  - 增加Linux 客户操作系统支持 (Oracle Linux 8.x, Red Hat Enterprise Linux 8.x, 和 CentOS 8.x)
  - 安全更新
  - 累积性错误修复
  - 新的发行模型
- 3.4.6.1 - 2019年6月18日[5]
  - 更新Oracle VM Manager和Oracle VM Agent for SPARC的版本
  - 安全更新
  - 累积性错误修复
- 3.4.6 - 2018年11月30日[6]
  - 更新了Xen管理程序
  - 对dom0内核的更新
  - 针对Oracle VM Server for x86软件包的安全和补丁更新
  - Oracle VM Manager组件的安全和补丁更新
  - 为自签名SSL证书新增用户定义的月度有效性选项
  - 更改运行中的虚拟机位置的新选项
  - 增加了HVM和PVHVM的虚拟CPU配置限制
- 3.4.5 - 2018年6月7日[7]
  - 支持混合列式压缩（HCC）以提高Oracle数据库的性能
  - 一个新的光纤通道存储刷新选项与Oracle通用存储插件的部署
  - 一个新的平衡服务器启动策略来补充最佳服务器策略
  - 提高了微软Windows客户操作系统的性能
  - 持TLS1.2作为默认连接协议
  - 对dom0内核的更新
  - 更新了Xen管理程序
  - Oracle VM Manager组件的安全和补丁更新
  - 针对Oracle VM Server for x86软件包的安全和补丁更新
- 3.4.4 - 2017年8月25日[8]
  - Unbreakable Enterprise Kernel Release 4 （页面存档备份，存于）（UEK R4）
  - 服务器软件包更新
  - 管理器组件和服务器包的安全更新
  - 更新了Xen管理程序，提高了吞吐量和IOPS性能
  - 支持微软Windows Server 2016
  - 对Skylake处理器的支持
- 3.4.3 - 2017年5月12日[9]
  - 能够使用Oracle VM Windows PV驱动3.4.2运行微软Windows Server故障转移集群（WSFC）。
  - 增强的RAID功能，支持软件RAID设备
  - 管理器性能和可支持性增强
  - 简化了Oracle VM Server for x86的UEFI PXE启动过程
  - 更新了Unbreakable Enterprise Kernel Release 4和其他服务器包的更新
  - 管理器组件和服务器包的安全更新
- 3.4.2 - 2016年9月[10]
  - 包括通过Oracle Unbreakable Enterprise Kernel (UEK) Release 4 update 2更新的基于4.1主线内核的DOM0内核。
  - 增加了对NVME的支持，客体操作系统中的扩展SCSI支持，主机和客体操作系统的大量性能改进，Oracle虚拟机管理器的性能和可扩展性改进，以及安全性改进。
  - 虚拟机可使用扩展SCSI功能
- 3.4.1 - 2016年4月[11]
  - 支持Oracle VM虚拟设备
  - 自动安装VNC和Serial Console软件
  - 存储实时迁移
  - 虚拟磁盘分配的用户界面增强
  - 以太网光纤通道（FCoE）支持
  - 从UEFI启动
  - Dom0内核升级
  - 增加了支持的限制
  - 提高了性能

## 资源限制
从3.4.6版本开始，Oracle VM Server for x86可以利用每台服务器高达384个CPU（测试）/2048个CPU（设计）、6TB内存的优势，每台服务器最多可承载300个虚拟机。
每个虚拟机的虚拟CPU：每台服务器有256（PVM）/128（HVM，PVHVM）个虚拟机，1TB内存。

## 终止支持
截至2021年3月，主要支持已经结束，尽管延长支持可用到2024年3月31日。

## 外部連結
- （简体中文） Oracle VM